# Warrior of Rome II
Warrior of Rome II (シーザーの野望II, Caesar no Yabou II) est un jeu vidéo de type wargame, se déroulant en temps réel, sorti en 1992 sur Mega Drive. Le jeu a été développé et édité par Micronet co., Ltd.. Il s'agit de la suite de Warrior of Rome.

## Accueil
| Warrior of Rome II |      |       |
| Média              | Pays | Notes |
| Dragon             | US   | 4/5   |
| Sega-16.com        | US   | 8/10  |

## Référence
1. ↑  
(en)
Hartley, Patricia et Kirk Lesser, « The Role of Computers », Dragon, no 189,‎ janvier 1993, p. 57-62.
2. ↑  
(en)
Goldenband, « Warrior of Rome II », sur Sega-16.com, 5 septembre 2013.